# Wiener FC 1898
Wiener FC 1898 was een Oostenrijkse voetbalclub uit de hoofdstad Wenen die bestond van 1897 tot 1903. 

## Geschiedenis

### Ontstaan
Het ontstaan van de club gaat terug tot 1887 bij de oprichting van de Deutsch-Österreichischen Turnverein Wien dat in 1897 uitbreidde met een voetbalafdeling. Waarom de club reeds in 1897 onder de naam 1898 kon tot op heden nog niet achterhaalde worden en zal wellicht voor eeuwig een raadsel blijven. Uit krantenberichten van die tijd komen verschillende namen voor de club naar voor zoals Fußballklub von 98, FC 98 Wien en Wiener FC von 1898. 

### Joodse wortels
De wortels van de turnvereniging lagen zelf bij de Ersten Wiener Turnverein 1861, in 1887 sloot directeur Franz Kießling (1859/1940) alle niet-Duitse-leden uit de vereniging. Er waren 1100 leden waarvan 480 joden en 20 andere niet-Duitsers. Enkel afstammelingen van het Arische ras mochten nog lid zijn. Ook andere clubs volgden dit voorbeeld en de joden richtten daarop hun eigen turnkring op de Deutsch-Österreichischen Turnverein Wien.

### Challenge Cup en Tagblatt-Pokal
De club nam deel aan de allereerste editie van de Challenge Cup en trof in de halve finale RC Training Wien dat met 5-0 verslagen werd. In de finale op 21 november 1897 was Vienna Cricket and Football-Club de tegenstander, het team van Cricket bestond volledig uit Britten en Wiener FC kreeg een veeg uit de pan (7-0). De volgende 2 seizoenen verloor de club in de halve finale telkens met 1-3 van respectievelijk AC Victoria Wien en First Vienna.
Seizoen 1900/01 was minder geslaagd, in de Challenge cup verloor FC van Wiener AC in de kwartfinale. Er werd ook een competitie gespeeld dat seizoen, de Tagblatt-Pokal, vanwege goede resultaten in het verleden mocht de club deelnemen aan de eerste klasse maar eindigde 4de en laatste achter Wiener AC, Cricketer en Vienna.
Het volgende seizoen werd de club 3de op 5 maar kon niet alle wedstrijden spelen wegens spelersgebrek, aan de Challenge Cup werd niet deelgenomen omdat alle clubs meededen op uitnodiging van Vienna Cricket.
In 1902/03 werd WFC opnieuw 3de maar leed wel zware nederlagen tegen WAC (1-10 en 0-6) en Cricketer (1-4). In de Challenge Cup werd nog de halve finale bereikt maar hierin verloor de club met 0-5 van WAC. Na dit seizoen werd de club opgeheven wegens de middelmatige sportieve prestaties en het voortdurende spelersgebrek.
De club stond in de finale van de allereerste editie van de Challenge Cup maar ging zwaar onderuit tegen Vienna Cricket and Football-Club (7-0). IN 1899, 1900 en 1903 haalde de club nog de halve finale van deze competitie. 

## Erelijst
- Challenge Cup
  - Finalist: 1898